# 罗结 (北魏)
羅結（4世紀?—5世紀?），代人，北魏官员。

## 生平
罗结其先世领叱罗部落，后为拓跋鲜卑附臣，世领部落。385年，拓跋珪流寓独孤部时，独孤部刘显杀刘眷自立，又欲杀拓跋珪，罗结保护拓跋珪避居贺兰部。拓跋珪建立北魏后，赐罗结爵位屈蛇侯。魏明元帝时任持節、散騎常侍、寧南将軍、河内鎮将。魏太武帝初年，转任侍中、外都大官，总三十六曹事，甚受宠信。因老成持重，历世道武、明元、太武三帝，时年一百零七岁，精力不衰。深得太武帝信任，赐罗结权监典後宮，可以出入皇帝寝室。受長信卿（長秋卿）之位。年一百一十岁时归老，赐大宁东川地为居业，筑城名罗侯城。北魏朝廷大事，常常派遣驿馬諮問。相传一百二十岁时去世。
追贈寧東将軍、幽州刺史，谥号貞。

## 家庭
其子羅斤。

## 延伸阅读
[在维基数据编辑]
 《魏書·卷44》，出自魏收《魏书》
 《北史·卷020》，出自李延壽《北史》